# Erhard Krack
Erhard Krack (Danzig Szabad Város, 1931. január 9. – Berlin, 2000. december 13.) német politikus. 1974 és 1990 közt ő volt Kelet-Berlin polgármestere.
A lengyel születésű, honosított német politikus a SED tagja volt. A Volkskammer és pártja vezető testülete is tagjai közt tudhatta.